# 1951 en rugby à XV
Chronologie du rugby à XV
1950 en rugby à XV - 1951 en rugby à XV - 1952 en rugby à XV
Les faits marquants de l'année 1951 en rugby à XV

## Événements

### Avril
- L'Irlande remporte le Tournoi des cinq nations.

### Mai
- L'US Carmaux remporte le Championnat de France en battant le Stadoceste tarbais en finale[1].

## Naissances
- 11 septembre : Hugo Porta, international argentin à 58 reprises, naît à Buenos Aires.